# Star Trek 25th Anniversary
Star Trek: 25th Anniversary és un videojoc basat en l'univers Star Trek, desenvolupat per Interplay i publicat per Ultra Games per Nintendo el 1991. Hi ha un videojoc del mateix nom per a la Game Boy.
El títol comença amb l'Enterprise aproximant-se al planeta Sigma Iotia II. La nau es troba amb una fissura en l'espaitemps que l'envia a una zona desconeguda de l'espai. A l'intentar escapar d'aquesta zona, la tripulació descobreix que els cristalls de diliti, necessaris per viatjar a velocitats de curvatura, estan fosos i, per tant, inservibles. L'Enterprise queda atrapada en una òrbita descendent sobre un planeta desconegut, però Spock detecta petites quantitats de cristalls de diliti al planeta. Un cop obtinguts els vidres, l'Enterprise encara ha de trobar el camí de tornada (necessitant més vidres durant la cerca), descobrir la causa de la fissura en l'espaitemps, i trobar una manera de tancar-la.
Quan un equip d'exploració és transportat a un planeta, la jugabilitat canvia a una combinació d'aventura gràfica i shooter lateral. La major part del temps, per avançar el jugador ha d'interaccionar amb diverses formes de vida autòctones, trobar objectes i resoldre trencaclosques. Encara que cada membre del grup està equipat amb un fàser, la violència poques vegades és la forma d'avançar en el joc.
Va tenir la seqüela Star Trek: Judgment Rites.